# (11317) Hitoshi
(11317) Hitoshi (1994 TX12) – planetoida z pasa głównego asteroid okrążająca Słońce w ciągu 5,64 lat w średniej odległości 3,17 j.a. Odkryta 10 października 1994 roku.